# (5199) Dortmund
(5199) Dortmund – planetoida z grupy pasa głównego planetoid okrążająca Słońce w ciągu 4 lat i 88 dni w średniej odległości 2,62 j.a. Została odkryta 7 września 1981 roku w Krymskim Obserwatorium Astrofizycznym w Naucznym na Półwyspie Krymskim przez Ludmiłę Karaczkinę. Nazwa planetoidy pochodzi od niemieckiego miasta Dortmund. Przed jej nadaniem planetoida nosiła oznaczenie tymczasowe (5199) 1981 RP2.